# Oscar Andersson (1873–1953)
Carl Oscar Andersson, född 31 juli 1873 i Bjers, Guldrupe socken, Gotland, död i juli 1953 i Massachusetts, USA, var en svensk-amerikansk landskapsmålare.
Han var son till hemmansägaren Anders Victor Andersson och Marie Johansson och från 1895 gift med Alida Charlotta Lindberg. Han utvandrade till Amerika 1891 och studerade konst vid Connecticut League of Art Students och under studieresor till Sverige, England och Belgien. Han medverkade i ett flertal amerikanska samlingsutställningar och ställde även ut separat några gånger. Han utförde skisserna till freskomålningarna Work and Play som uppfördes i Hovey School i Gloucester samt en del dekorationsmålningar i Manchester stadshus. Hans konst består av landskap med motiv från Gloucesters hamn och sjöliv.   